# Bracon hartmeyeri
Bracon hartmeyeri är en stekelart som beskrevs av Gyöö Viktor Szépligeti 1908. Bracon hartmeyeri ingår i släktet Bracon och familjen bracksteklar. Inga underarter finns listade.